# Giulio Savelli, III principe di Albano
Giulio Savelli, III principe di Albano fino al 1697, poi I principe Savelli, detto anche Savelli Peretti (Roma, 5 febbraio 1626 – Roma, 5 marzo 1712), è stato un principe italiano.

## Biografia
Nato a Roma nel 1626, Giulio era figlio di Bernardino Savelli, II principe di Albano e di sua moglie, Maria Felice Peretti Damasceni. Per parte di suo padre era imparentato coi papi Onorio III ed Onorio IV, mentre sua madre apparteneva alla famiglia di Sisto V.
Alla morte di suo padre nel 1658, gli succedette come terzo principe di Albano. Nel 1661, ad ogni modo, a causa dei pesanti debiti accumulati da suo padre e non saldati da lui stesso, fu obbligato a vendere il feudo di Ariccia che sua nonna aveva portato in dote alla famiglia dei Savelli di Albano per matrimonio. Il borgo venne acquistato dai Chigi, nipoti di Alessandro VII, per la somma di 358.000 scudi.
Malgrado questi introiti, ad ogni modo, Giulio non riuscì a far fronte ai debiti della sua casata e nel 1697 venne costretto a vendere anche il feudo di Albano, facendo quindi venire meno lo "Statuto" sottoscritto per la prima volta con gli abitanti del luogo da suo nonno nel 1607. I suoi sudditi tornarono a giurare fedeltà allo Stato della Chiesa, divenendo anche fiscalmente soggetti al pontefice. Nello stesso anno, inoltre, vendette alla Camera
Apostolica il feudo di Rocca di Papa, sempre di proprietà dei Savelli.
Innocenzo XII, a questo punto, impietosito dallo stato in cui versava l'antica famiglia dei Savelli, ma non potendo nel contempo saldare i loro debiti per non creare un precedente di favoritismi, pensò comunque di far mantenere almeno l'antico onore al principe Giulio e gli concesse la possibilità di mantenere il titolo principesco sul proprio cognome, slegandolo così dal possesso di un qualsiasi feudo. Giulio fu in grado di mantenere unicamente il feudo di Castel Savello (eretto a ducato nel 1661) che contò di passare assieme al titolo principesco all'unico suo figlio, Bernardino, ma questi gli premorì nel 1672. Cercando di salvaguardare ciò che rimaneva della propria casata, chiese ed ottenne che i suoi titoli potessero passare agli eredi di sua sorella Margherita (m. 1690), moglie di Giuliano III Cesarini, ed inviò anche una supplica a papa Clemente XI poco dopo la sua elezione nel 1700 per chiedere che venisse salvaguardata ai suoi eredi la carica di maresciallo di Santa Romana Chiesa, ma questi non acconsentì alla trasmissibilità automatica della carica obbligando il Savelli, dopo la sua morte, a restituirla alla chiesa.
Pertanto con la morte di Giulio, avvenuta a Roma nel 1712, la sua famiglia si estinse ed i beni rimanenti (tra cui il palazzo di famiglia a Monte Savello) passarono alla casata degli Sforza Cesarini, imparentati coi Savelli. Il ruolo di maresciallo di Santa Romana Chiesa, passò invece ai Chigi. Venne sepolto nella Basilica di Santa Maria in Aracoeli a Roma, nella cappella di San Francesco, di patronato della sua famiglia.

## Matrimonio e figli
Giulio sposò a Roma il 30 giugno 1647 la duchessa Anna Aldobrandini (1631-1° dicembre 1653), figlia di Pietro Aldobrandini, duca di Carpineto, e di sua moglie Carlotta Savelli. Da questo matrimonio nacque un unico figlio, il cui parto costò la vita alla madre:
- Bernardino (16 novembre 1653-di febbri, 16 aprile 1672), duca di Castel Savello, sposò nel 1670 Flaminia, figlia di Camillo Francesco Maria Pamphili, ma premorì al padre, senza lasciare eredi.

Sposò in seconde nozze il 2 settembre 1663 Caterina (1648-1724), figlia di Andrea Giustiniani, I principe di Bassano e di Maria Flaminia Pamphili, da cui non ebbe figli.

## Albero genealogico
|                                                  |                 |                                                  | Genitori                                                  |  |  | Nonni |  |  | Bisnonni                                     |  |  | Trisnonni                                       |  |
|                                                  |                 |                                                  |                                                           |  |  |       |  |  | Bernardino Savelli, I duca di Castelgandolfo |  |  | Giovanni Battista Savelli, signore di Palombara |  |
|                                                  |                 |                                                  |                                                           |  |  |       |  |  | Bernardino Savelli, I duca di Castelgandolfo |  |  | Giovanni Battista Savelli, signore di Palombara |  |
|                                                  |                 | Costanza Bentivoglio                             |                                                           |  |  |       |  |  | Bernardino Savelli, I duca di Castelgandolfo |  |  |                                                 |  |
| Paolo Savelli, I principe di Albano              |                 |                                                  |                                                           |  |  |       |  |  | Bernardino Savelli, I duca di Castelgandolfo |  |  |                                                 |  |
|                                                  |                 | Lucrezia dell'Anguillara                         | …                                                         |  |  |       |  |  |                                              |  |  |                                                 |  |
|                                                  |                 | Lucrezia dell'Anguillara                         | …                                                         |  |  |       |  |  |                                              |  |  |                                                 |  |
|                                                  |                 | Lucrezia dell'Anguillara                         | …                                                         |  |  |       |  |  |                                              |  |  |                                                 |  |
| Bernardino Savelli, II principe di Albano        |                 | Lucrezia dell'Anguillara                         |                                                           |  |  |       |  |  |                                              |  |  |                                                 |  |
|                                                  |                 | Mario Savelli, VI signore di Ariccia             | Camillo Savelli, V signore di Ariccia                     |  |  |       |  |  |                                              |  |  |                                                 |  |
|                                                  |                 | Mario Savelli, VI signore di Ariccia             | Camillo Savelli, V signore di Ariccia                     |  |  |       |  |  |                                              |  |  |                                                 |  |
|                                                  |                 | Mario Savelli, VI signore di Ariccia             | Isabella Orsini                                           |  |  |       |  |  |                                              |  |  |                                                 |  |
| Caterina Savelli di Ariccia                      |                 | Mario Savelli, VI signore di Ariccia             |                                                           |  |  |       |  |  |                                              |  |  |                                                 |  |
|                                                  |                 | Artemisia Savelli                                | Ludovico Savelli, signore di Albano                       |  |  |       |  |  |                                              |  |  |                                                 |  |
|                                                  |                 | Artemisia Savelli                                | Ludovico Savelli, signore di Albano                       |  |  |       |  |  |                                              |  |  |                                                 |  |
|                                                  |                 | Artemisia Savelli                                | Porzia Colonna                                            |  |  |       |  |  |                                              |  |  |                                                 |  |
| Giulio Savelli III principe di Albano            |                 | Artemisia Savelli                                |                                                           |  |  |       |  |  |                                              |  |  |                                                 |  |
|                                                  | Fabio Damasceni | …                                                |                                                           |  |  |       |  |  |                                              |  |  |                                                 |  |
|                                                  | Fabio Damasceni | …                                                |                                                           |  |  |       |  |  |                                              |  |  |                                                 |  |
|                                                  | Fabio Damasceni | …                                                |                                                           |  |  |       |  |  |                                              |  |  |                                                 |  |
| Michele Damasceni Peretti, I principe di Venafro | Fabio Damasceni |                                                  |                                                           |  |  |       |  |  |                                              |  |  |                                                 |  |
|                                                  |                 | Maria Felice Mignucci Peretti Ricci              | Giambattista Mignucci                                     |  |  |       |  |  |                                              |  |  |                                                 |  |
|                                                  |                 | Maria Felice Mignucci Peretti Ricci              | Giambattista Mignucci                                     |  |  |       |  |  |                                              |  |  |                                                 |  |
|                                                  |                 | Maria Felice Mignucci Peretti Ricci              | Camilla Peretti Ricci, marchesa di Venafro                |  |  |       |  |  |                                              |  |  |                                                 |  |
| Maria Felice Damasceni Peretti                   |                 | Maria Felice Mignucci Peretti Ricci              |                                                           |  |  |       |  |  |                                              |  |  |                                                 |  |
|                                                  |                 | Alfonso Cavazzi, V conte e barone della Somaglia | Francesco Cavazzi, IV conte e barone della Somaglia       |  |  |       |  |  |                                              |  |  |                                                 |  |
|                                                  |                 | Alfonso Cavazzi, V conte e barone della Somaglia | Francesco Cavazzi, IV conte e barone della Somaglia       |  |  |       |  |  |                                              |  |  |                                                 |  |
|                                                  |                 | Alfonso Cavazzi, V conte e barone della Somaglia | Margherita Trivulzio                                      |  |  |       |  |  |                                              |  |  |                                                 |  |
| Margherita Cavazzi della Somaglia                |                 | Alfonso Cavazzi, V conte e barone della Somaglia |                                                           |  |  |       |  |  |                                              |  |  |                                                 |  |
|                                                  |                 | Mariana de la Cerda y Bobadilla                  | Pedro Fernández de Bobadilla y Cabrera, conte di Chinchón |  |  |       |  |  |                                              |  |  |                                                 |  |
|                                                  |                 | Mariana de la Cerda y Bobadilla                  | Pedro Fernández de Bobadilla y Cabrera, conte di Chinchón |  |  |       |  |  |                                              |  |  |                                                 |  |
|                                                  |                 | Mariana de la Cerda y Bobadilla                  | Ana de Mendoza y de la Cerda                              |  |  |       |  |  |                                              |  |  |                                                 |  |
|                                                  |                 | Mariana de la Cerda y Bobadilla                  |                                                           |  |  |       |  |  |                                              |  |  |                                                 |  |